# Flagge Omans
Die Flagge Omans besteht in ihrer heutigen Form seit 1995.
Im 18. und 19. Jahrhundert, unter der Herrschaft der Said-Dynastie, war Oman einer der mächtigsten Seefahrerstaaten im arabischen Raum. Wie die Scheichtümer an der Nordküste Omans am Persischen Golf führte auch Oman traditionell eine rein rote Flagge des Scherifen von Mekka ein. 
Nach Übernahme der Herrschaft durch Sultan Qabus bin Said 1970 und der Umbenennung des Landes von Sultanat Maskat und Oman in Sultanat Oman wurde ein Design-Wettbewerb zur Gestaltung einer neuen Flagge durchgeführt. Sie besteht aus einem vertikalen roten Streifen am Flaggenmast und horizontalen Streifen in Weiß, Rot und Grün. Im vertikalen roten Streifen ist das Staatsemblem bzw. das Emblem der regierenden Dynastie eingefügt. Die neue Flagge Omans wurde am 17. Dezember 1970 offiziell eingeführt, die Breite der Streifen wurde 1985 einander angeglichen und das Seitenverhältnis 2:3 festgelegt. Am 18. Oktober 1995 wurden die Proportionen auf 1:2 geändert und die Breite des roten vertikalen Streifens reduziert.
Für die Farben gibt es unterschiedliche Deutungen.
- Weiß steht für den religiösen Führer, den Imam des Landes bzw. für Frieden und Wohlstand
- Grün symbolisiert al-Dschabal al-Achdar (das Grüne Gebirge) bzw. die Fruchtbarkeit
- Der rote Streifen steht für die Hauptstadt Maskat bzw. für den Kampf gegen Invasoren

## Weitere und historische Flaggen
- Seekriegsflagge 

 Seitenverhältnis 2:3
- Sultansstandarte 

 Seitenverhältnis 1:2
- Flagge bis 1970 

 Seitenverhältnis 2:3

Flagge von 1970 bis 1985 Seitenverhältnis 2:3
Flagge von 1985 bis 1995 Seitenverhältnis 2:3
Flagge bis 1970 Seitenverhältnis 2:3
Flagge von 1970 bis 1985 Seitenverhältnis 2:3
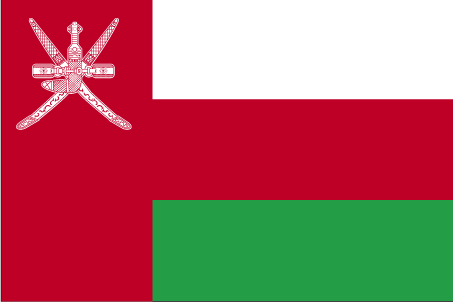
Flagge von 1985 bis 1995 Seitenverhältnis 2:3
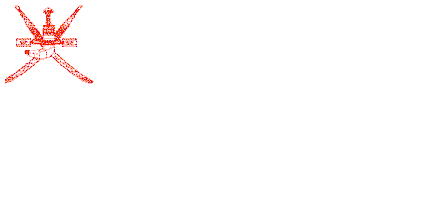
Flagge des Imamats Oman (1856–1970) Seitenverhältnis 1:2